# Neoblattella proserpina
Neoblattella proserpina är en kackerlacksart som beskrevs av Rehn, J. A. G. och Morgan Hebard 1927. Neoblattella proserpina ingår i släktet Neoblattella och familjen småkackerlackor.
Artens utbredningsområde är Jamaica. Inga underarter finns listade i Catalogue of Life.